# Maore
Maore ist ein Verwaltungsbezirk (Ward) des Distrikts Same in der tansanischen Region Kilimandscharo.

## Geografie
Maore liegt im Nordosten von Tansania in der Ebene zwischen dem Pare-Gebirges und Kenia. Das Land liegt in etwa 550 Meter Seehöhe nur im Westen steigt es zu den Ausläufern des Südlichen Pare-Gebirges leicht an. Die größte Siedlung im Bezirk ist die Kleinstadt Maore.
Der Bezirk grenzt im Norden an Kisiwani, im Osten an Mnazi der Region Tanga, im Süden an Kalemawe, im Südwesten an Ndungu und im Westen an Lugulu, Mtii, Bombo, Vuje und Msindo. Bei der Volkszählung 2022 lebten 19.129 Menschen in 5050 Haushalten auf einer Fläche von 349 Quadratkilometern.

## Geschichte
Keramik-Funde aus den südöstlicher gelegenen Usambara-Bergen, die aus der Zeit ab 870 nach Christus stammen, werden als „Maore-Stil“ bezeichnet.

## Gliederung
Der Bezirk besteht aus vier Gemeinden (Mtaa) mit 23 Orten (Kitongoji):
| Maore - Mabatini - Maore Juu - Maore Chini - Mtundu/Kawatara - Kizerui/Mkalanyika - Mbuyuni - Maole Kati | Mheza - Katoliki - Public - Kalemane - Mheza Juu - Mheza Chini - Nadururu - Igoma | Kadando - Kadando - Rika - Marango - Hemisala | Mpirani - Kizangaze - Mpirani - Mroyo - Sokoni - Talanda |

## Wirtschaft und Infrastruktur
- Bildung: Von den zwei weiterführenden Schulen ist eine staatlich und eine privat. Diese von der katholischen Kirche geführte Rhino Technical Secondary School wurde 2023 eröffnet.[10][11]
- Gesundheit: Im Bezirk liegen drei Apotheken, je eine staatliche in den Gemeinden Maore[12] und Kadando[13] und eine private in Mpirani.[14]